# خورخه بوکای
خورخه بوکای (به اسپانیایی: Jorge Bucay) (زاده ۱۹۴۹ در بوئنوس آیرس) روانشناس آرژانتینی است.

## دزدی ادبی
وی در سال ۲۰۰۵ متهم شد که قسمت پنجم یکی از کتاب‌هایش با نام «شیمریتی» صحنه‌هایی کپی شده از یکی از نوشته‌های مونیکا کاوایه است. این موضوع توسط دوست او، گونزالو گارثس، مطرح شد. خورخه بوکای بعدها با تأیید این مطلب اذعان کرد که این مورد «یک اشتباه کاملاً ناخواسته» در چاپ نقل قول‌ها بوده است. به همین جهت، او نوشتن در مجلهٔ روز «کلارین» را کنار گذاشت.

### سری کتاب "برگ‌های راه
- راه - ۲۰۰۰
- راه ملاقات- ۲۰۰۱
- راه اشک ها- ۲۰۰۱
- راه خوشبختی- ۲۰۰۲
- راه روحانیت- ۲۰۱۰